# 日本バスケットボール協会
公益財団法人日本バスケットボール協会（こうえきざいだんほうじんにっぽんバスケットボールきょうかい、英: Japan Basketball Association、略称: JBA）は、日本のバスケットボールの統括を行う国内競技連盟。

## 沿革
- 1930年、大日本籠球協会として設立。
- 1945年、日本籠球協会として再発足、日本体育協会（のちの日本スポーツ協会）に加盟。
- 1950年、国際バスケットボール連盟（FIBA）に復帰加盟。
- 1960年、アジアバスケットボール連盟（ABC、のちのFIBAアジア）設立。
- 1967年、バスケットボール日本リーグ発足。
- 1976年、法人化により財団法人日本バスケットボール協会（JABBA）設立。
- 1995年、バスケットボール日本リーグ機構（JBL）設立。
- 1999年、バスケットボール女子日本リーグ機構（WJBL）設立。
- 2005年、日本プロバスケットボールリーグ（bjリーグ）の分離。
- 2007年、日本バスケットボールリーグ（JBL）設立、日本協会の略称をJABBAからJBAに改称。
- 2010年、bjリーグを公認。
- 2012年、JBAが公益財団法人に移行。事務局を岸記念体育会館より品川区西五反田の第2オークラビル7Fに移転[2]。
- 2013年、ナショナル・バスケットボール・リーグ（NBL）設立。3x3推進室を開設。
- 2014年、FIBAより資格停止処分を受ける[3][4]。JBA改革のためFIBAがJAPAN 2024 TASKFORCEを設立。
- 2015年4月、全理事・評議員が辞任した後[5]、5月に川淵三郎を会長とする新体制が発足。
- 2015年8月9日、FIBAが日本の資格停止処分解除を決定。[6][7]
- 2016年2月22日、事務局を東京都文京区後楽鹿島ビルに移転[8]
- 2019年、FIBA 3x3 U23ワールドカップ2019で女子チームが男女全カテゴリー通じて日本初の世界大会優勝を達成[9]。
- 2021年、JBAバスケットボールファミリー安心安全保護宣言を採択し、暴力行為等通報窓口を設置[10]

## 組織

### 会長

#### 歴代会長
- 冨田毅郎（1947年 - 1951年）
- 大庭哲夫（1951年 - 1967年）
- 三橋誠（1967年 - 1981年）
- 菊池稔（1981年 - 1985年）
- 金尾實（1985年 - 1991年）
- 山田正司（1991年 - 1995年）
- 辻兵吉（1995年 - 1999年）
- 尾崎正敏（1999年 - 2003年）
- 兼子勲（2003年 - 2005年）
- 鬼塚喜八郎（2005年 - 2007年）
- 麻生太郎（2008年 - 2014年）
- 深津泰彦（2014年）
- 川淵三郎（2015年 - 2016年）
- 三屋裕子（2016年 - ）

### 役員
2023年10月06日現在
| 役職   | 名前       | 備考 |
| ------ | ---------- | --- |
| 会長   | 三屋裕子   | （公財）日本バスケットボール協会 代表理事 国際バスケットボール連盟 セントラルボードメンバー （公財）日本オリンピック委員会 副会長 ENEOSホールディングス（株） 社外取締役                                      |
| 副会長 | 田中俊和   | （公財）日本バスケットボール協会 代表理事 住友不動産（株） 常勤監査役 |
| 副会長 | 高橋雅弘   | （一社）バスケットボール女子日本リーグ 専務理事 日本トップリーグ連携機構 理事 |
| 副会長 | 島田慎二   | （公社）ジャパン・プロフェッショナル・バスケットボールリーグ 代表理事CEO（チェアマン） （一社）日本トップリーグ連携機構 理事                                                                                  |
| 理事   | 野田明宏   | （一社）熊本県バスケットボール協会 専務理事 （一社）日本社会人バスケットボール連盟 理事 |
| 理事   | 竹内美奈子 | （一社）日本車いすバスケットボール連盟 副会長 （株）TM Future 代表取締役 （株）滋賀銀行 社外取締役 日本バドミントン協会 理事 他                                                                               |
| 理事   | 鶴宏明     | （公社）ジャパン・プロフェッショナル・バスケットボールリーグ 理事 バスケットボール・コーポレーション（株） 代表取締役社長 B.MARKETING（株） 代表取締役社長 （公財）江副記念リクルート財団 代表理事 / 専務理事 |
| 理事   | 増田博徳   | 岐阜県バスケットボール協会 専務理事 |
| 理事   | 井手口孝   | 福岡県バスケットボール協会 副会長 / 専務理事 福岡第一高等学校 校長代理 |
| 理事   | 多田明弘   | 経済産業省 顧問 |
| 理事   | 境田正樹   | TMI総合法律事務所 弁護士 （公社）ジャパン・プロフェッショナル・バスケットボールリーグ 理事 スポーツ庁スポーツ審議会 委員 （一社）大学スポーツ協会 理事                                                        |
| 理事   | 鷹野志穂   | （株）エトワ 代表取締役社長 森永製菓（株） 社外取締役 藤田観光（株） 社外取締役 他 |
| 理事   | 山花英司   | 徳島県バスケットボール協会 専務理事 日本社会人バスケットボール連盟 理事 |
| 理事   | 守屋志保   | 江戸川大学メディアコミュニケーション学部 教授 |
| 監事   | 中森真紀子 | 中森公認会計士事務所 代表 M&Aキャピタルパートナーズ（株） 監査役 伊藤忠商事（株） 取締役 |
| 監事   | 広瀬史乃   | （株）ジョイフル本田 社外監査役 （株）ニッスイ 社外監査役 （一財）全日本野球協会 常務理事 |

## ナショナルチーム
日本バスケットボール協会（JBA）が編成するナショナルチーム。愛称は5人制、3人制、男女とも共通の「AKATSUKI JAPAN」。
- バスケットボール男子日本代表
- バスケットボール女子日本代表
- 3x3男子日本代表
- 3x3女子日本代表

## 大会と大会結果
日本バスケットボール協会（JBA）の主催 / 共催大会を記載する。

### 一般
| 大会                                                                  | ウェブサイト |                     | 前回優勝               | 回数         |  | 最新シーズン |
| リーグ戦                                                              |              |                     |                        |              |  |              |
| B1リーグ                                                              | 公式         |                     | 広島ドラゴンフライズ   | 初           |  | 2024-25 詳細 |
| B2リーグ                                                              | 公式         | 滋賀レイクスターズ  | 初                     | 2024-25 詳細 |  |              |
| B3リーグ                                                              | 公式         | 福井ブローウィンズ  | 初                     | 2024-25 詳細 |  |              |
| SB1リーグ                                                             | 公式         | JR東日本秋田PECKERS |                        | 2024-25 詳細 |  |              |
| SB2リーグ                                                             | 公式         |                     |                        | 2024-25 詳細 |  |              |
| カップ戦                                                              |              |                     |                        |              |  |              |
| 天皇杯全日本バスケットボール選手権大会（オールジャパン）              | 公式         |                     | 琉球ゴールデンキングス | 初           |  | 2025 詳細    |
| 国民スポーツ大会 バスケットボール競技                                 | 公式         |                     |                        | 2025 詳細    |  |              |
| 高松宮記念杯 全日本社会人バスケットボールプレミアムチャンピオンシップ | 公式         | JR東日本秋田PECKERS | 2                      | 2025 詳細    |  |              |
| 全日本社会人バスケットボール選手権大会                                | 公式         | BLACK JACK          | 初                     | 2025 詳細    |  |              |
| 全日本大学バスケットボール選手権大会（インカレ）                      | 公式         | 日本大学            | 13                     | 2025 詳細    |  |              |
| 全国高等専門学校体育大会バスケットボール競技                          | 公式         |                     |                        | 2025 詳細    |  |              |
| 全国専門学校バスケットボール選手権大会                                | 公式         |                     |                        | 2025 詳細    |  |              |

### 高校生年代
| 大会                                                                | ウェブサイト |  | 前回優勝                 | 回数      |  | 最新シーズン |
| カップ戦                                                            |              |  |                          |           |  |              |
| 全国高等学校バスケットボール選手権大会（Softbank ウインターカップ） | 公式         |  | 福岡大学附属大濠高等学校 | 4         |  | 2025 詳細    |
| 全国高等学校総合体育大会 バスケットボール競技大会（インターハイ）   | 公式         |  |                          | 2025 詳細 |  |              |
| 全国高等学校定時制通信制体育大会 バスケットボール大会               | 公式         |  |                          | 2025 詳細 |  |              |

### 中学生年代
| 大会                                                          | ウェブサイト |  | 前回優勝 | 回数 |  | 最新シーズン |
| カップ戦                                                      |              |  |          |      |  |              |
| 全国U15バスケットボール選手権大会（京王 Jr.ウインターカップ） | 公式         |  |          |      |  | 2025 詳細    |

### 小学生年代
| 大会                         | ウェブサイト |  | 前回優勝 | 回数 |  | 最新シーズン |
| カップ戦                     |              |  |          |      |  |              |
| 全国ミニバスケットボール大会 | 公式         |  |          |      |  | 2025 詳細    |

### 女子
| 大会                                                                  | ウェブサイト |                      | 前回優勝             | 回数         |  | 最新シーズン |
| リーグ戦                                                              |              |                      |                      |              |  |              |
| Wリーグ                                                               | 公式         |                      | 富士通レッドウェーブ | 2            |  | 2024-25 詳細 |
| SB1リーグ                                                             | 公式         | ミツウロコ           |                      | 2024-25 詳細 |  |              |
| SB2リーグ                                                             | 公式         |                      |                      | 2024-25 詳細 |  |              |
| カップ戦                                                              |              |                      |                      |              |  |              |
| 皇后杯全日本バスケットボール選手権大会（オールジャパン）              | 公式         |                      | 富士通レッドウェーブ | 4            |  | 2025 詳細    |
| 高松宮記念杯 全日本社会人バスケットボールプレミアムチャンピオンシップ | 公式         | 秋田銀行             | 3                    | 2025 詳細    |  |              |
| 全日本社会人バスケットボール選手権大会                                | 公式         | QUEEN BEE            | 4                    | 2025 詳細    |  |              |
| 全日本大学バスケットボール選手権大会                                  | 公式         | 白鷗大学             | 3                    | 2025 詳細    |  |              |
| 全国高等学校バスケットボール選手権大会（Softbank ウインターカップ）   | 公式         | 京都精華学園高等学校 | 3                    | 2025 詳細    |  |              |

### シニア
| 大会                                       | ウェブサイト |           | 前回優勝 | 回数      |  | 最新シーズン |
| カップ戦                                   |              |           |          |           |  |              |
| 全日本社会人O-40バスケットボール選手権大会 | 公式         |           | SLMU     | 初        |  | 2025 詳細    |
| 全日本社会人O-50バスケットボール選手権大会 | 公式         | neoうめや | 2        | 2025 詳細 |  |              |
| カップ戦（女子）                           |              |           |          |           |  |              |
| 全日本社会人O-40バスケットボール選手権大会 | 公式         |           | U+       | 初        |  | 2025 詳細    |

### 3x3
| 大会                  | ウェブサイト |  | 前回優勝 | 回数      |  | 最新シーズン |
| カップ戦              |              |  |          |           |  |              |
| 3x3日本選手権大会     | 公式         |  |          |           |  | 2025 詳細    |
| 3x3 JAPAN TOUR        | 公式         |  |          | 2025 詳細 |  |              |
| 3×3 U18日本選手権大会 | 公式         |  |          | 2025 詳細 |  |              |

### デフ
| 大会                                                | ウェブサイト |  | 前回優勝 | 回数      |  | 最新シーズン |
| カップ戦                                            |              |  |          |           |  |              |
| 全日本デフバスケットボール選手権大会                | 公式         |  |          |           |  | 2025 詳細    |
| FIDジャパン・チャンピオンシップバスケットボール大会 | 公式         |  |          | 2025 詳細 |  |              |

### 車いす
| 大会                                                          | ウェブサイト |  | 前回優勝 | 回数      |  | 最新シーズン |
| カップ戦                                                      |              |  |          |           |  |              |
| 天皇杯 日本車いすバスケットボール選手権大会                   | 公式         |  |          |           |  | 2025 詳細    |
| 皇后杯 日本女子車いすバスケットボール選手権大会               | 公式         |  |          | 2025 詳細 |  |              |
| 文部科学大臣杯争奪 日本車いすツインバスケットボール選手権大会 | 公式         |  |          | 2025 詳細 |  |              |

## 関連団体

### 各種連盟
出典: 
- 公益社団法人ジャパン・プロフェッショナル・バスケットボールリーグ（B.LEAGUE）
- 一般社団法人ジャパン・バスケットボールリーグ（B3リーグ）
- 一般社団法人バスケットボール女子日本リーグ（Wリーグ）
- 一般社団法人日本社会人バスケットボール連盟
- 一般財団法人全日本大学バスケットボール連盟
- 日本障がい者バスケットボール連盟
  - 一般社団法人日本車いすバスケットボール連盟
  - 一般社団法人日本車いすツインバスケットボール連盟
  - 一般社団法人日本FIDバスケットボール連盟
  - 特定非営利活動法人日本デフバスケットボール協会

### 協力団体
出典: 
- 公益財団法人全国高等学校体育連盟 バスケットボール専門部
- 公益財団法人全国高等学校体育連盟 定通制部バスケットボール専門部
- 公益財団法人日本中学校体育連盟
- 一般社団法人全国高等専門学校連合会 バスケットボール競技専門部
- 全国専門学校体育連盟（全国専門学校バスケットボール連盟）
- 公益財団法人スペシャルオリンピックス日本

## トラブル

### 学生連盟との対立
1990年に名古屋で開催されたアジアジュニア選手権で優勝した全日本ジュニアだったが、関東学生連盟の3大学が協会への不満を理由に長谷川誠を始め所属する7選手の代表入りを拒否。監督交代にもつながった。その後の1991年ジュニア世界選手権では、全日本は全敗を喫し最下位に終わった。ちなみに当時の学生連盟会長は後の協会専務理事である石川武であり、この時は協会に対して反旗を翻す側の人間であった。

### 女子ヘッドコーチ人事
2004年、アテネオリンピックに出場した女子代表ヘッドコーチの内海知秀が健康上の理由で辞任。後任のヘッドコーチに内海のもとで代表アシスタントコーチを務めていた萩原美樹子に白羽の矢を立てたが、萩原はこれを固辞。以降、JALラビッツアシスタントコーチの荒順一が暫定的に指揮を執ったが、その影響もあり2006年女子バスケットボール世界選手権出場を逃した。内海は2006年からヘッドコーチに復帰し、萩原は2007年アシスタントコーチに就任した。

### bjリーグとの対立
日本バスケットボールのトップリーグ、バスケットボール日本リーグは長らくの間、実業団チームで構成されたアマチュアリーグであったが、1990年代になるとリーグのプロ化を望む声も増えたため、1995年に将来のプロ化を見据えたバスケットボール日本リーグ機構が設立され、リーグ運営が協会から機構に移管された。1997年に日本初のプロ契約選手が誕生し、さらに2000年には日本初のプロチーム新潟アルビレックスが誕生した。
しかし、プロ化は反対の声も大きく、進展がなかったため、2004年に機構に所属していた新潟とさいたまブロンコスが新プロリーグ設立のため、機構及び協会からの脱退を発表した。協会は当初両クラブの脱退を認めず引きとめに入ったが、既に日本プロバスケットボールリーグ（bjリーグ：2005年秋開幕）の発足を発表し意志は固かったため、結局協会側は折れて2005年に脱退を認めた（プロリーグ構想 (バスケットボール)#日本プロバスケットボールリーグの独立）。ところが、その後協会はbjリーグとの関係を断絶し、協会加盟チームなどにbjと関わらぬよう通達を出すなどして対応した。更にbjリーグに対抗し、協会主導の新プロリーグを発足させようとしたが、企業の反対に遭い完全プロ化は断念し、従来の実業団チームと新規プロチームとの混合で成る日本バスケットボールリーグ（JBL：2006年秋開幕）を設立した。
対立は長く続き、bjリーグからの日本代表選出及びJBLとbjリーグの交流戦は長らくの間実現しなかった。2007年にはオーエスジーフェニックス東三河がライジング福岡との交流戦を行う予定であったが、協会がこれを承認せず、中止に追い込まれている。
2008年、国際バスケットボール連盟（FIBA）より、「一国家でひとつのリーグが理想。（JBLとbjリーグの）統合が望ましい」との要望を受け、再びプロ化とリーグ統合に向けた検討が始まった。2010年にはbjリーグを公認団体として認定。さらにJBL、bjリーグとの3者で「次世代型トップリーグの創設に関する覚書」を調印。2013年までに両リーグを統合し、新リーグの開幕を目指すとした。2011年12月5日、協会はJBL、bj両リーグの代表を集めて新リーグの案を提示したが、従来のJBLと変わらないプロと企業の混合リーグ案だったため、bj側のほぼ全チームが事業性を確保できないため参加は困難との立場を示している。
2013年9月、新リーグのナショナル・バスケットボール・リーグ（NBL）が開幕したが、bjリーグからの参加は千葉ジェッツ1チームにとどまり、協会主導による国内トップリーグの統合は失敗した。
2013年12月、後述のとおり、FIBAはJBAに対する改革要求の一つとして、NBLとbjリーグの2リーグ並存状態を解消し、JBAのもとにトップリーグを1リーグに統合してピラミッド型のリーグ構造を構築することを要求した。要求を受けて2014年2月に行われた理事会で、2016-17年度シーズンからの1リーグ統合による新リーグ設立を目指すことで、2つのリーグがそれぞれ話し合いをすることで合意した。
2014年4月にFIBAがリーグ統合問題を含む改革要求に対する回答期限を10月末に設定した後、6月21日に改めて関係3団体が1リーグ統合へ向けた話し合いを始めて、7月17日にプロリーグ推進会議を発足させることを決めたが、企業チームの多いNBLから「企業名を排除することは好ましくない」としてプロ化に難色を示していることなどから、統合へ向けた話し合いは引き続き平行線をたどり、FIBAが期限とした10月末の統合合意が事実上不可能となった。この結果FIBAよりJBAの資格停止処分が下された。（FIBAよりJBAに対する改革要求及び制裁についての詳細は、FIBAタスクフォースによるJBA改革の項を参照。）
その後のFIBA主導のJBA改革により2016-17シーズンより新リーグ・ジャパン・プロフェッショナル・バスケットボールリーグ（JPBL、通称：B.LEAGUE）が発足した。
なお新リーグへの参加申請にあたっては、参加希望チームが所在する都道府県のバスケットボール協会がチームを支援することを確約した文書を提出することが条件の一つとなっていたが、広島ライトニングは広島県協会が支援を拒否したため、新リーグ入会は認められなかった。

### 会長人事
2005年、協会は退任した兼子勲に代わる会長として土屋義彦前埼玉県知事の就任を決定した。世界選手権の招致に尽力した手腕を買った上での決定だったが、長女の政治資金規正法違反事件のため、2003年7月に知事を引責辞任しており、協会内外で反発が強く、土屋は辞退した。結局会長人事は振り出しに戻され、紆余曲折を経て最終的には鬼塚喜八郎 (アシックス創業者) が会長となった。

### 評議委員会の内紛とJOC資格停止
2006年度補正予算案審議の場として開かれた評議委員会において、世界選手権の赤字が13億円に上ったことで執行部の責任問題が浮上、予算案は3月の評議委員会で否決された。その後、執行部は評議委員を増やして改めて審議に臨んだが、反対派のボイコットにより2度流会。6月には次期人事案も含めて協議を図るものの3度目の流会となった。予算審議が可決されないままで徳島市で開催される2007年バスケットボール男子アジア選手権の開催が一度危ぶまれた（最終的には暫定予算で開催）。一方で反対派の評議員は協会幹部の背任容疑による刑事告訴に踏み切った（処分保留）。また、この混乱の影響で協会スポンサーも一部降板した。一部の理事が任期切れを待って退任する意向であったが、それでも反対派の不満は収まらず、9月には4度目の流会となった。
日本オリンピック委員会（JOC）は協会に事情説明を求め、正常化を確約させた。一方でJOCは問題などが発生した加盟団体に対する審査基準を改め、最悪の場合退会処分となる恐れが生じた。
11月25日に衆議院議員の麻生太郎（バスケットボール女子日本リーグ機構会長）を新会長とする人事案などを討議する臨時評議会を招集したが、5度目の流会となった。加えて鬼塚会長の病気療養（後に逝去）に当たって代行を務めた蒔苗昭三郎副会長も体調不良により理事職を辞任する事になり、瀬戸際に追い込まれた。協会会長代行に遠藤安彦副会長が就任した後、協会予算案に絞って11月29日に再度評議委員会を招集し、ようやく承認となった（定足数をわずか1人上回る53人の出席により成立）。しかし、JOCは多大な混乱を招いた事から12月10日に2007年度の強化交付金約1100万円の交付の中止を決定。
2008年1月7日に予定した役員人事の為の評議委員会も定足数に足らず流会した。19日に再度招集されるも再び流会。このため遠藤代行は引責辞任し石川専務理事が会長代行となった。
これによりバスケットボール協会人事の選考はJOC主導により指導される事となり、2月中に候補一本化を図ったが、失敗に終わる。3月2日に会長候補を麻生に一本化したものの、JOCに断りのない決定だったため3月18日、追加処分として無期限資格停止が決定した。JOC傘下団体に対する処分としては前例のないものであった。ただし、2008年北京オリンピック女子世界最終予選で日本女子代表が五輪出場権を獲得する可能性があったため、五輪憲章細則の個人資格を適用の上で選手派遣を認める方向での検討を行った。国際バスケットボール連盟（FIBA）はこの事態を重く受け止め、加盟資格についての協議を行った。日本体育協会も処遇を検討し、厳重注意処分とした。
処分決定後の3月23日に役員人事を協議する予定だったが、通算で8度目の流会となった。評議員においては石川会長代行を始めとする執行部の総退陣を求める声も出ていた。
4月29日に臨時評議委員会を開き、麻生を会長候補とする次期役員人事をJOC指導の下で可決。しかしこの人事に反発する声もあり、また麻生も公務との兼ね合いなどから態度を保留したため、その間に衆議院議員の愛知和男（日本バスケットボール振興会会長）を新会長に推す一派は愛知を仮会長として理事会を開催しようとしたが、協会とJOCはこの理事会の無効を通知。会合は、理事懇談会として変更され最終的に中止となった。新執行部発足の暁には執行部が作成した2008年度の事業計画と予算を修正する評議員会を6月下旬に開く必要性があり、正常化の期限は6月上旬となっていた。麻生は就任の条件として協会の全面的な支持を挙げていたが、新理事候補及び評議員の中に反対の意見があり合意に至らなかった。7月12日にはJOCの招集で新理事懇談会を開いたが、愛知は出席したものの麻生は欠席した。JOCは混乱がこれ以上長引けば、退会処分を下す可能性も示唆した。
北京オリンピック女子世界最終予選には、日本協会が開催国に立候補を予定していたが、協会の内紛による混乱の影響により東京都からの支援が期待されないことから立候補を断念した（最終的に開催国はスペインになった）。また、この混乱はナショナルチームの強化にも影響を与え、男子は自国開催のアジア選手権で史上最低（当時）の8位に終わり、女子も北京五輪出場権を逃した。さらにナショナルチームの新体制も決まらず国際大会の出場も辞退した。
この混乱の影響は他競技にも及んでおり、2005年度の不明朗な会計処理を発端として2年近く内紛が続いていた日本クレー射撃協会が執行部と反執行部派による和解に動いている。ちなみにクレー射撃協会も麻生が会長を務めていた。
8月10日、麻生会長の就任がようやく決定。8月22日、石川武専務理事を始めとする半数以上の理事が辞任し、副会長と専務理事の人事が一新された。これにより、日本オリンピック委員会より受けていた資格停止処分の解除のメドが立つが、日本プロバスケットボールリーグ（bjリーグ）との提携・統合の問題、五輪予選敗退後のナショナルチーム体制など今後に向けて課題が残っている。また、麻生新会長は自民党総裁選に立候補しており、内閣総理大臣就任後に会長職を続けられるかどうかも問題視されていた（最終的には首相就任に伴い、会長としては留まるものの、代行を立てることになった。）。9月13日、2007年度決算を承認するとともにJOCの川杉収二事務局長の監事就任も決まった。16日には13日に遡ってJOCより資格停止解除となった。

### FIBAタスクフォースによるJBA改革
2013年12月、国際バスケットボール連盟（FIBA）はJBAに対し、『JBAのガバナンス（組織統治）の確立』、『日本男子代表チームの強化』、『2リーグ並存状態（NBLとbjリーグ）の解消』を主とする改革を要求した。
FIBAは特にJBAの国内バスケットボール界の統治能力の欠如について問題視しており、背景には日本がホスト国として開催した2006年世界選手権（のちのFIBAワールドカップ）で大規模な損失を計上したこと、世界最大規模の大会を開催したにもかかわらず大会後の競技の普及が進まず人気が低迷、JBA内部でも各種責任処理を巡って内紛が多発、男子国内トップリーグのプロ化・統合問題も長年解決できない（前述）という状況がある。FIBAは2020年東京オリンピックの開催を控えた日本バスケ界のこのような状況を憂慮しており、将来に向けて日本バスケ界の発展を促すために今回の要求に至った。
男子日本代表チームの強化の指摘については、近年FIBAアジア内においても成績が下降線を辿っている状況がある。JBAの統治能力欠如の問題の一つでもあるが、育成年代の強化の問題として高校生の全国大会とFIBAのアンダーカテゴリーの国際大会の日程が重なっているという問題がある。2014年の例で言えば、インターハイの決勝が終わった翌日にバスケットボールU-17世界選手権が開幕しており、高校がインターハイを優先した場合、貴重な世界大会の出場機会を逃すことになりかねない。FIBAは夏の期間をユース世代の国際大会開催期間と位置付けており、この時期に同年代の大会が開催されていること自体を問題視している。
2014年4月にFIBAはJBAに対し回答の期限を10月末と通告し、JBAが充分な回答を示すことができない場合、FIBAの会員資格停止処分を科するとした。処分が科された場合、日本代表男子チームだけでなく、女子、ユース、クラブチームレベルのすべてのカテゴリーでの国際試合出場が停止となる。また2020年東京オリンピックへの開催国枠での出場を適用しない可能性にも言及している。
しかしJBAはこれらの諸要求に対する充分な合意・回答をまとめることができず、10月23日に回答期日まで1週間を残している中、会長の深津泰彦がその責任を取るとして早々に辞任し丸尾充副会長が会長代行職を務めることとなった。FIBAには諸要求についての回答成案がなされないまま、草案を提出することにしたが、会員資格・国際試合出場停止などの何らかの制裁処置は不可避の状況となった。
11月に入り、14日の会長選考委員会でJBA執行部は丸尾会長代行を新会長に推したが、地方9ブロック代表の反発により決定できず、さらにはFIBAからの通告があるまで様子見するという方針により新トップリーグ組織委員会の会合は中止となった。こうした対応で改革は一向に進まず、26日までに届いたFIBAの通告により、JBAに対し無期限の資格停止処分が下された。これにより前述のとおり日本代表は国際試合に参加できなくなり、処分が長期化した場合には2015年に予定されている2016年リオデジャネイロオリンピックの予選に参加することができなくなる恐れがある。
処分通達後、FIBAはJBAが機能不全に陥っているとして、2015年1月28日にFIBAタスクフォース『JAPAN 2024 TASKFORCE』を設立し、JBAのガバナンス改革を開始。タスクフォースの共同チェアマンには日本サッカー協会最高顧問の川淵三郎とFIBAセントラルメンバーのインゴ・ヴァイスが就任した。活動費約3000万円はJBAが負担する。
JAPAN 2024 TASKFORCEメンバー
| 役職           | 名前                 | 肩書・経歴                                                       |
| -------------- | -------------------- | ---------------------------------------------------------------- |
| 共同チェアマン | 川淵三郎             | 日本サッカー協会キャプテン（最高顧問）                           |
| 共同チェアマン | インゴ・ヴァイス     | FIBAセントラルボードメンバー                                     |
| メンバー       | 青木剛               | 日本オリンピック委員会副会長兼専務理事                           |
| メンバー       | 岡崎助一             | 日本体育協会専務理事                                             |
| メンバー       | 梅野哲雄             | 日本バスケットボール協会会長職務代行                             |
| メンバー       | 林親弘               | 株式会社東芝バスケットボール部長・ブレイブサンダース部長         |
| メンバー       | 木村達郎             | 沖縄バスケットボール株式会社琉球ゴールデンキングス代表取締役社長 |
| メンバー       | 萩原美樹子           | 早稲田大学バスケットボール部女子部ヘッドコーチ                   |
| メンバー       | 中村潔               | 株式会社電通執行役員                                             |
| メンバー       | 境田正樹             | 四谷番町法律事務所弁護士                                         |
| オブザーバー   | 久保公人             | 文部科学省スポーツ・青少年局長                                   |
| オブザーバー   | パトリック・バウマン | FIBA事務総長                                                     |

タスクフォースには、トップリーグ、ガバナンス、バスケットボールデベロップメントの3つのワーキンググループが設置され、作業が進められた。
トップリーグ並存問題はタスクフォースの尽力により、タスクフォースの活動開始からわずか2か月余り後の2015年4月1日に新トップリーグ運営法人のジャパン・プロフェッショナル・バスケットボールリーグが設立され、並存解消への道筋がついた（開幕は2016年9月）。
JBA組織内改革も進められ、4月8日にJBA理事会で制裁処分の責任を取る形で25名の全理事が辞任。4月29日の臨時評議員会では全評議員の辞任も決定し、さらに理事の人数削減や事務総長が実務を掌握するなどとしたJBAの定款や基本規定の改正も行われた。
新体制についてFIBAは、過去にJBA内で学閥や派閥による内紛があったことを踏まえ、スポーツの知識を持ちバスケットボール界にしがらみのない人選を意向。5月13日の臨時評議員会にて川淵三郎を会長とする新体制が発足。新体制は前体制の25名から大幅減の8名で、女性初の副会長の小野清子と三屋裕子、専務理事/事務総長の大河正明など全員が新任である。
2015年6月19日、FIBAが日本の資格停止処分を解除した。（正式決定は8月のFIBA理事会）
処分解除後もFIBAセントラルボードメンバーが年2回程度来日し、タスクフォースによるモニタリングを実施している。2018年に来日したヴァイスは、JBA新体制およびBリーグのもと日本バスケ界が進展しており、他のFIBAメンバーに日本を成功例として紹介していると一定の評価をした。一方で、元JBA理事らで構成された日本バスケットボール推進協議会がFIBAに対しJBA現体制への批判を寄せていることついては、同協議会に誹謗中傷は止めるよう苦言を呈した。川淵はFIBAタスクフォースによるモニタリングについて、東京オリンピック開催予定の2020年を越えて、日本が共催するワールドカップが開催される2023年まで継続することを希望した。